# Eerste Divisie 2025-26
La Eerste Divisie 2025-26 es la septuagésima edición de la segunda máxima competición futbolística de los Países Bajos.
Un total de 19 equipos participan en la competición, incluyendo 16 equipos de la temporada anterior y 3 provenientes de la Eredivisie 2024-25. 
En un principio estaban contemplada la participación de 20 clubes, sin embargo, el 31 de julio de 2025 se anunció la pérdida del estatus profesional del Vitesse como consecuencia de los problemas financieros que presentaba la institución desde temporadas anteriores, lo que hizo que este equipo fuera descalificado para participar en la Eerste Divisie. La KNVB informó que la vacante producida no sería cubierta al no existir otro equipo con estatus profesional en la Tweede Divisie, lo que llevó a que esta temporada sea disputada por 19 equipos.

## Sistema de competición
La competición consta de un grupo único integrado por diecinueve clubes de toda la geografía neerlandesa. Siguiendo un sistema de liga, los veinte equipos se enfrentan todos contra todos en dos ocasiones, una en campo propio y otra en campo contrario, sumando un total de 38 jornadas, sin embargo, al existir un número impar de clubes, los 19 equipos tienen dos jornadas libres durante en la temporada. El orden de los encuentros se decide por sorteo antes de empezar la competición y la clasificación final se establece teniendo en cuenta los puntos obtenidos en cada enfrentamiento, a razón de tres por partido ganado, uno por empate y ninguno en caso de derrota.
Los dos mejores equipos ascenderán directamente a la siguiente temporada de la Eredivisie. Mientras que los equipos ubicados entre la tercera y octava posición clasificarán a los play-offs de ascenso. En primera instancia, en esta división no existe el descenso a una categoría inferior debido a que se trata de la última liga profesional de fútbol en los Países Bajos. Sin embargo, un equipo filial puede ser relegado a la Tweede Divisie si en la división inferior una escuadra de su mismo tipo consigue el campeonato del tercer nivel del fútbol neerlandés.
La temporada regular es dividida en cuatro periodos de nueve o diez jornadas, los cuales no tienen un efecto directo en la clasificación ni el calendario establecidos a inicio de temporada, sin embargo, si un equipo fuese ganador de uno de los cuatro periodos y quedara fuera de las posiciones de ascenso o play-off, este será acreedor de una plaza en la fase de las eliminatorias de promoción a la Eredivisie.
En los play-offs los seis equipos clasificados de la Eerste Divisie serán colocados en tres llaves eliminatorias siendo ordenados de mayor a menor puntuación, los tres ganadores avanzarán a las semifinales en donde serán integrados junto al decimosexto clasificado de la Eredivisie, jugando otras llaves eliminatorias para clasificar a la final, en donde se determinará la última plaza para ambas categorías.

## Relevos
| Pos. | Ascendidos a Eredivisie |
| ---- | ----------------------- |
| 1.º  | Volendam                |
| 2.º  | Excelsior               |
| 7.º  | Telstar                 |

| Pos. | Descendidos de Eredivisie |
| ---- | ------------------------- |
| 16.º | Willem II                 |
| 17.º | RKC Waalwijk              |
| 18.º | Almere City               |

| Pos. | Expulsado de Eerste Divisie |
| ---- | --------------------------- |
| 20.º | Vitesse                     |

## Información
| Equipo         | Ciudad     | Entrenador        | Estadio                  | Capacidad | Kit           |
| -------------- | ---------- | ----------------- | ------------------------ | --------- | ------------- |
| ADO Den Haag   | La Haya    | Robin Peter       | Cars Jeans Stadion       | 15 000    | Erreà         |
| Almere City    | Almere     | Jeroen Rijsdijk   | Yanmar Stadion           | 4 501     | Craft         |
| Cambuur        | Leeuwarden | Henk de Jong      | Cambuur Stadion          | 10 500    | Adidas        |
| De Graafschap  | Doetinchem | Jan Vreman        | Stadion De Vijverberg    | 12 600    | Robey         |
| Den Bosch      | Bolduque   | Ulrich Landvreugd | Stadion De Vliert        | 8 713     | Robey         |
| Dordrecht      | Dordrecht  | Dirk Kuyt         | Stadion Krommedijk       | 4 235     | Capelli Sport |
| Eindhoven      | Eindhoven  | Maurice Verberne  | Estadio Jan Louwers      | 4 600     | Macron        |
| Emmen          | Emmen      | Menno van Dam     | De Oude Meerdijk Stadion | 8 600     | Hummel        |
| Helmond Sport  | Helmond    | Jurgen Seegers    | Stadion De Braak         | 4 100     | Saller        |
| Jong Ajax      | Ámsterdam  | Willem Weijs      | Sportpark De Toekomst    | 2 050     | Adidas        |
| Jong AZ        | Alkmaar    | Lee-Roy Echteld   | AFAS Trainingscomplex    | 200       | Nike          |
| Jong PSV       | Eindhoven  | Stijn Schaars     | PSV Campus De Herdgang   | 2 500     | Puma          |
| Jong Utrecht   | Utrecht    | Mark Otten        | Sportcomplex Zoudenbalch | 550       | Castore       |
| MVV Maastricht | Maastricht | Edwin Hermans     | Stadion De Geusselt      | 10 000    | Nike          |
| Oss            | Oss        | Sjors Ultee       | Frans Heesen Stadion     | 4 560     | Saller        |
| RKC Waalwijk   | Waalwijk   | Sander Duits      | Mandemakers Stadion      | 7 500     | Stanno        |
| Roda JC        | Kerkrade   | Kevin Van Dessel  | Parkstad Limburg Stadion | 19 979    | Legea         |
| VVV-Venlo      | Venlo      | John Lammers      | Stadion De Koel          | 8 000     | Craft         |
| Willem II      | Tilburg    | John Stegeman     | Koning Willem II Stadion | 14 500    | Robey         |

### Cambios de entrenadores
| Equipo        | Entrenador (Jornadas) | Fecha de vacante    | Tipo de salida                 | Posición en la tabla | Entrenador entrante | Fecha de nombramiento |
| ------------- | --------------------- | ------------------- | ------------------------------ | -------------------- | ------------------- | --------------------- |
| Jong PSV      | Alfons Groenendijk    | 10 de mayo de 2025  | Fin de contrato                | Pretemporada         | Stijn Schaars       | 30 de junio de 2025   |
| Helmond Sport | Robert Maaskant       | 13 de mayo de 2025  | Mutuo acuerdo                  | Pretemporada         | Jurgen Seegers      | 23 de junio de 2025   |
| RKC Waalwijk  | Henk Fraser           | 18 de mayo de 2025  | Fin de contrato                | Pretemporada         | Sander Duits        | 18 de mayo de 2025    |
| Roda JC       | Bas Sibum             | 18 de mayo de 2025  | Contratado por Heracles Almelo | Pretemporada         | Kevin Van Dessel    | 2 de junio de 2025    |
| Jong Utrecht  | Ivar van Dinteren     | 29 de mayo de 2025  | Contratado por Twente          | Pretemporada         | Mark Otten          | 14 de junio de 2025   |
| Emmen         | Alfons Arts           | 12 de junio de 2025 | Fin de interinato              | Pretemporada         | Menno van Dam       | 12 de junio de 2025   |
| Dordrecht     | Melvin Boel           | 13 de junio de 2025 | Contratado por Go Ahead Eagles | Pretemporada         | Dirk Kuyt           | 27 de junio de 2025   |
| ADO Den Haag  | Darije Kalezić        | 19 de junio de 2025 | Contratado por TSC             | Pretemporada         | Robin Peter         | 14 de julio de 2025   |
| Willem II     | Kristof Aelbrecht     | 30 de junio de 2025 | Fin de interinato              | Pretemporada         | John Stegeman       | 1 de julio de 2025    |
| Jong Ajax     | Frank Peereboom       | 30 de junio de 2025 | Fin de contrato                | Pretemporada         | Willem Weijs        | 1 de julio de 2025    |

## Localización
| Región                 | N.º | Equipos                                                                      |
| ---------------------- | --- | ---------------------------------------------------------------------------- |
| Brabante Septentrional | 7   | Den Bosch, Eindhoven, Helmond Sport, Jong PSV, Oss, RKC Waalwijk y Willem II |
| Limburgo               | 3   | MVV Maastricht, Roda JC y VVV-Venlo                                          |
| Holanda Septentrional  | 2   | Jong Ajax y Jong AZ                                                          |
| Holanda Meridional     | 2   | ADO Den Haag y Dordrecht                                                     |
| Drente                 | 1   | Emmen                                                                        |
| Flevolanda             | 1   | Almere City                                                                  |
| Frisia                 | 1   | Cambuur                                                                      |
| Güeldres               | 1   | De Graafschap                                                                |
| Utrecht                | 1   | Jong Utrecht                                                                 |

## Desarrollo

### Clasificación
| Pos. | Equipo         | Pts. | PJ | G | E | P | GF | GC | Dif. | Clasificación 2025-26   |
| ---- | -------------- | ---- | -- | - | - | - | -- | -- | ---- | ----------------------- |
| 1    | Jong PSV       | 6    | 2  | 2 | 0 | 0 | 5  | 1  | +4   |                         |
| 2    | Roda JC        | 6    | 2  | 2 | 0 | 0 | 4  | 1  | +3   | Ascenso a la Eredivisie |
| 3    | Dordrecht      | 6    | 2  | 2 | 0 | 0 | 2  | 0  | +2   | Ascenso a la Eredivisie |
| 4    | Eindhoven      | 6    | 2  | 2 | 0 | 0 | 2  | 0  | +2   | Play-offs de ascenso    |
| 5    | ADO Den Haag   | 4    | 2  | 1 | 1 | 0 | 7  | 3  | +4   | Play-offs de ascenso    |
| 6    | RKC Waalwijk   | 4    | 2  | 1 | 1 | 0 | 4  | 3  | +1   | Play-offs de ascenso    |
| 7    | Almere City    | 3    | 1  | 1 | 0 | 0 | 4  | 1  | +3   | Play-offs de ascenso    |
| 8    | Oss            | 3    | 2  | 1 | 0 | 1 | 4  | 1  | +3   | Play-offs de ascenso    |
| 9    | Den Bosch      | 3    | 1  | 1 | 0 | 0 | 2  | 0  | +2   | Play-offs de ascenso    |
| 10   | Jong Ajax      | 3    | 2  | 1 | 0 | 1 | 4  | 3  | +1   |                         |
| 11   | De Graafschap  | 3    | 2  | 1 | 0 | 1 | 3  | 3  | 0    |                         |
| 12   | Cambuur        | 3    | 2  | 1 | 0 | 1 | 1  | 1  | 0    |                         |
| 13   | Jong Utrecht   | 1    | 2  | 0 | 1 | 1 | 2  | 3  | −1   |                         |
| 14   | Helmond Sport  | 1    | 2  | 0 | 1 | 1 | 2  | 4  | −2   |                         |
| 15   | VVV-Venlo      | 0    | 2  | 0 | 0 | 2 | 2  | 5  | −3   |                         |
| 16   | Jong AZ        | 0    | 2  | 0 | 0 | 2 | 3  | 7  | −4   |                         |
| 17   | Emmen          | 0    | 2  | 0 | 0 | 2 | 2  | 7  | −5   |                         |
| 18   | Willem II      | 0    | 2  | 0 | 0 | 2 | 1  | 6  | −5   |                         |
| 19   | MVV Maastricht | 0    | 2  | 0 | 0 | 2 | 0  | 5  | −5   |                         |

Actualizado a los partidos jugados el 18 de agosto de 2025.
 Fuente: Eerste Divisie
Criterios de clasificación: Puntos · Diferencia de goles · Goles a favor · Enfrentamientos directos · Diferencia de goles en enfrentamientos directos
Notas:
1. 1 2 3 4  Los equipos filiales no son elegibles para el ascenso.

### Evolución de la clasificación
| Equipo         | 01 | 02 | 03 | 04 | 05 | 06 | 07 | 08 | 09 | 10 | 11 | 12 | 13 | 14 | 15 | 16 | 17 | 18 | 19 | 20 | 21 | 22 | 23 | 24 | 25 | 26 | 27 | 28 | 29 | 30 | 31 | 32 | 33 | 34 | 35 | 36 | 37 | 38 |
| Equipo         |    |    |    |    |    |    |    |    |    |    |    |    |    |    |    |    |    |    |    |    |    |    |    |    |    |    |    |    |    |    |    |    |    |    |    |    |    |    |
| -------------- | -- | -- | -- | -- | -- | -- | -- | -- | -- | -- | -- | -- | -- | -- | -- | -- | -- | -- | -- | -- | -- | -- | -- | -- | -- | -- | -- | -- | -- | -- | -- | -- | -- | -- | -- | -- | -- | -- |
| Jong PSV       | 3  | 1  |    |    |    |    |    |    |    |    |    |    |    |    |    |    |    |    |    |    |    |    |    |    |    |    |    |    |    |    |    |    |    |    |    |    |    |    |
| Roda JC        | 4  | 2  |    |    |    |    |    |    |    |    |    |    |    |    |    |    |    |    |    |    |    |    |    |    |    |    |    |    |    |    |    |    |    |    |    |    |    |    |
| Dordrecht      | 8  | 3  |    |    |    |    |    |    |    |    |    |    |    |    |    |    |    |    |    |    |    |    |    |    |    |    |    |    |    |    |    |    |    |    |    |    |    |    |
| Eindhoven      | 9  | 4  |    |    |    |    |    |    |    |    |    |    |    |    |    |    |    |    |    |    |    |    |    |    |    |    |    |    |    |    |    |    |    |    |    |    |    |    |
| ADO Den Haag   | 1  | 5  |    |    |    |    |    |    |    |    |    |    |    |    |    |    |    |    |    |    |    |    |    |    |    |    |    |    |    |    |    |    |    |    |    |    |    |    |
| RKC Waalwijk   | 7  | 6  |    |    |    |    |    |    |    |    |    |    |    |    |    |    |    |    |    |    |    |    |    |    |    |    |    |    |    |    |    |    |    |    |    |    |    |    |
| Almere City    | 10 | 7  |    |    |    |    |    |    |    |    |    |    |    |    |    |    |    |    |    |    |    |    |    |    |    |    |    |    |    |    |    |    |    |    |    |    |    |    |
| Oss            | 2  | 8  |    |    |    |    |    |    |    |    |    |    |    |    |    |    |    |    |    |    |    |    |    |    |    |    |    |    |    |    |    |    |    |    |    |    |    |    |
| Den Bosch      | 5  | 9  |    |    |    |    |    |    |    |    |    |    |    |    |    |    |    |    |    |    |    |    |    |    |    |    |    |    |    |    |    |    |    |    |    |    |    |    |
| Jong Ajax      | 17 | 10 |    |    |    |    |    |    |    |    |    |    |    |    |    |    |    |    |    |    |    |    |    |    |    |    |    |    |    |    |    |    |    |    |    |    |    |    |
| De Graafschap  | 6  | 11 |    |    |    |    |    |    |    |    |    |    |    |    |    |    |    |    |    |    |    |    |    |    |    |    |    |    |    |    |    |    |    |    |    |    |    |    |
| Cambuur        | 13 | 12 |    |    |    |    |    |    |    |    |    |    |    |    |    |    |    |    |    |    |    |    |    |    |    |    |    |    |    |    |    |    |    |    |    |    |    |    |
| Jong Utrecht   | 14 | 13 |    |    |    |    |    |    |    |    |    |    |    |    |    |    |    |    |    |    |    |    |    |    |    |    |    |    |    |    |    |    |    |    |    |    |    |    |
| Helmond Sport  | 16 | 14 |    |    |    |    |    |    |    |    |    |    |    |    |    |    |    |    |    |    |    |    |    |    |    |    |    |    |    |    |    |    |    |    |    |    |    |    |
| VVV-Venlo      | 12 | 15 |    |    |    |    |    |    |    |    |    |    |    |    |    |    |    |    |    |    |    |    |    |    |    |    |    |    |    |    |    |    |    |    |    |    |    |    |
| Jong AZ        | 11 | 16 |    |    |    |    |    |    |    |    |    |    |    |    |    |    |    |    |    |    |    |    |    |    |    |    |    |    |    |    |    |    |    |    |    |    |    |    |
| Emmen          | 15 | 17 |    |    |    |    |    |    |    |    |    |    |    |    |    |    |    |    |    |    |    |    |    |    |    |    |    |    |    |    |    |    |    |    |    |    |    |    |
| Willem II      | 18 | 18 |    |    |    |    |    |    |    |    |    |    |    |    |    |    |    |    |    |    |    |    |    |    |    |    |    |    |    |    |    |    |    |    |    |    |    |    |
| MVV Maastricht | 19 | 19 |    |    |    |    |    |    |    |    |    |    |    |    |    |    |    |    |    |    |    |    |    |    |    |    |    |    |    |    |    |    |    |    |    |    |    |    |

- #: Indica la posición del equipo en su jornada libre.

## Resultados

### Primera vuelta
| Oss            | 4 – 0          | MVV Maastricht | Frans Heesen Stadion   | 8 de agosto  | 20:00       |
| Eindhoven      | 1 – 0          | Jong Utrecht   | Estadio Jan Louwers    | 8 de agosto  | 20:00       |
| Dordrecht      | 1 – 0          | Cambuur        | Stadion Krommedijk     | 8 de agosto  | 20:00       |
| Den Bosch      | 2 – 0          | Jong Ajax      | Stadion De Vliert      | 8 de agosto  | 20:00       |
| De Graafschap  | 3 – 2          | VVV-Venlo      | Stadion De Vijverberg  | 8 de agosto  | 20:00       |
| Helmond Sport  | 1 – 3          | Roda JC        | Stadion De Braak       | 10 de agosto | 12:15       |
| ADO Den Haag   | 5 – 1          | Willem II      | Cars Jeans Stadion     | 10 de agosto | 16:45       |
| Jong PSV       | 3 – 1          | Emmen          | PSV Campus De Herdgang | 11 de agosto | 20:00       |
| Jong AZ        | 2 – 3          | RKC Waalwijk   | AFAS Trainingscomplex  | 11 de agosto | 20:00       |
| Jornada libre: | Jornada libre: | Jornada libre: | Almere City            | Almere City  | Almere City |

| VVV-Venlo      | 0 – 2          | Jong PSV       | Stadion De Koel          | 15 de agosto | 20:00     |
| Cambuur        | 1 – 0          | Oss            | Cambuur Stadion          | 15 de agosto | 20:00     |
| Roda JC        | 1 – 0          | De Graafschap  | Parkstad Limburg Stadion | 15 de agosto | 20:00     |
| RKC Waalwijk   | 1 – 1          | Helmond Sport  | Mandemakers Stadion      | 15 de agosto | 20:00     |
| MVV Maastricht | 0 – 1          | Dordrecht      | Stadion De Geusselt      | 16 de agosto | 16:30     |
| Emmen          | 1 – 4          | Almere City    | De Oude Meerdijk Stadion | 17 de agosto | 12:15     |
| Willem II      | 0 – 1          | Eindhoven      | Koning Willem II Stadion | 17 de agosto | 16:45     |
| Jong Utrecht   | 2 – 2          | ADO Den Haag   | Sportcomplex Zoudenbalch | 18 de agosto | 20:00     |
| Jong Ajax      | 4 – 1          | Jong AZ        | Sportpark De Toekomst    | 18 de agosto | 20:00     |
| Jornada libre: | Jornada libre: | Jornada libre: | Den Bosch                | Den Bosch    | Den Bosch |

| Helmond Sport  | vs.            | Emmen          | Stadion De Braak         | 22 de agosto | 20:00        |
| Eindhoven      | vs.            | RKC Waalwijk   | Estadio Jan Louwers      | 22 de agosto | 20:00        |
| De Graafschap  | vs.            | MVV Maastricht | Stadion De Vijverberg    | 22 de agosto | 20:00        |
| Almere City    | vs.            | Willem II      | Yanmar Stadion           | 22 de agosto | 20:00        |
| Dordrecht      | vs.            | Jong PSV       | Stadion Krommedijk       | 23 de agosto | 16:30        |
| VVV-Venlo      | vs.            | Roda JC        | Stadion De Koel          | 24 de agosto | 12:15        |
| Den Bosch      | vs.            | Oss            | Stadion De Vliert        | 24 de agosto | 16:45        |
| Jong Utrecht   | vs.            | Jong Ajax      | Sportcomplex Zoudenbalch | 25 de agosto | 20:00        |
| Jong AZ        | vs.            | Cambuur        | AFAS Trainingscomplex    | 25 de agosto | 20:00        |
| Jornada libre: | Jornada libre: | Jornada libre: | ADO Den Haag             | ADO Den Haag | ADO Den Haag |

| Oss            | vs.            | Dordrecht      | Frans Heesen Stadion     | 29 de agosto  | 20:00         |
| Willem II      | vs.            | Jong Utrecht   | Koning Willem II Stadion | 29 de agosto  | 20:00         |
| Roda JC        | vs.            | Eindhoven      | Parkstad Limburg Stadion | 29 de agosto  | 20:00         |
| Jong PSV       | vs.            | Jong AZ        | PSV Campus De Herdgang   | 29 de agosto  | 20:00         |
| Jong Ajax      | vs.            | MVV Maastricht | Sportpark De Toekomst    | 29 de agosto  | 20:00         |
| Emmen          | vs.            | Den Bosch      | De Oude Meerdijk Stadion | 29 de agosto  | 20:00         |
| ADO Den Haag   | vs.            | Helmond Sport  | Cars Jeans Stadion       | 29 de agosto  | 20:00         |
| RKC Waalwijk   | vs.            | Almere City    | Mandemakers Stadion      | 30 de agosto  | 16:30         |
| Cambuur        | vs.            | VVV-Venlo      | Cambuur Stadion          | 31 de agosto  | 16:30         |
| Jornada libre: | Jornada libre: | Jornada libre: | De Graafschap            | De Graafschap | De Graafschap |

| MVV Maastricht | vs.            | Cambuur        | Stadion De Geusselt      | 12 de septiembre | 20:00   |
| Roda JC        | vs.            | Jong Ajax      | Parkstad Limburg Stadion | 12 de septiembre | 20:00   |
| Jong Utrecht   | vs.            | RKC Waalwijk   | Sportcomplex Zoudenbalch | 12 de septiembre | 20:00   |
| Emmen          | vs.            | Oss            | De Oude Meerdijk Stadion | 12 de septiembre | 20:00   |
| Eindhoven      | vs.            | ADO Den Haag   | Estadio Jan Louwers      | 12 de septiembre | 20:00   |
| Den Bosch      | vs.            | Dordrecht      | Stadion De Vliert        | 12 de septiembre | 20:00   |
| De Graafschap  | vs.            | Willem II      | Stadion De Vijverberg    | 12 de septiembre | 20:00   |
| Almere City    | vs.            | Jong PSV       | Yanmar Stadion           | 12 de septiembre | 20:00   |
| VVV-Venlo      | vs.            | Helmond Sport  | Stadion De Koel          | 13 de septiembre | 16:30   |
| Jornada libre: | Jornada libre: | Jornada libre: | Jong AZ                  | Jong AZ          | Jong AZ |

| De Graafschap  | vs.            | Emmen          | Stadion De Vijverberg  | 5 de septiembre  | 20:00        |
| Cambuur        | vs.            | Willem II      | Cambuur Stadion        | 6 de septiembre  | 20:00        |
| Jong PSV       | vs.            | Roda JC        | PSV Campus De Herdgang | 15 de septiembre | 20:00        |
| Jong Ajax      | vs.            | ADO Den Haag   | Sportpark De Toekomst  | 15 de septiembre | 20:00        |
| Dordrecht      | vs.            | Jong AZ        | Stadion Krommedijk     | 15 de septiembre | 20:00        |
| Almere City    | vs.            | Eindhoven      | Yanmar Stadion         | 15 de septiembre | 20:00        |
| Oss            | vs.            | VVV-Venlo      | Frans Heesen Stadion   | 16 de septiembre | 20:00        |
| MVV Maastricht | vs.            | Den Bosch      | Stadion De Geusselt    | 16 de septiembre | 20:00        |
| Helmond Sport  | vs.            | Jong Utrecht   | Stadion De Braak       | 16 de septiembre | 20:00        |
| Jornada libre: | Jornada libre: | Jornada libre: | RKC Waalwijk           | RKC Waalwijk     | RKC Waalwijk |

| Willem II      | vs.            | Jong Ajax      | Koning Willem II Stadion | 19 de septiembre | 20:00         |
| Roda JC        | vs.            | RKC Waalwijk   | Parkstad Limburg Stadion | 19 de septiembre | 20:00         |
| Emmen          | vs.            | Dordrecht      | De Oude Meerdijk Stadion | 19 de septiembre | 20:00         |
| Eindhoven      | vs.            | Oss            | Estadio Jan Louwers      | 19 de septiembre | 20:00         |
| ADO Den Haag   | vs.            | Almere City    | Cars Jeans Stadion       | 19 de septiembre | 20:00         |
| VVV-Venlo      | vs.            | MVV Maastricht | Stadion De Koel          | 21 de septiembre | 16:45         |
| Jong PSV       | vs.            | Den Bosch      | PSV Campus De Herdgang   | 22 de septiembre | 20:00         |
| Jong Utrecht   | vs.            | Cambuur        | Sportcomplex Zoudenbalch | 22 de septiembre | 20:00         |
| Jong AZ        | vs.            | De Graafschap  | AFAS Trainingscomplex    | 22 de septiembre | 20:00         |
| Jornada libre: | Jornada libre: | Jornada libre: | Helmond Sport            | Helmond Sport    | Helmond Sport |

| Cambuur        | vs.            | Jong PSV       | Cambuur Stadion       | 26 de septiembre | 20:00     |
| Oss            | vs.            | Roda JC        | Frans Heesen Stadion  | 26 de septiembre | 20:00     |
| MVV Maastricht | vs.            | Emmen          | Stadion De Geusselt   | 26 de septiembre | 20:00     |
| RKC Waalwijk   | vs.            | ADO Den Haag   | Mandemakers Stadion   | 26 de septiembre | 20:00     |
| Jong Ajax      | vs.            | VVV-Venlo      | Sportpark De Toekomst | 26 de septiembre | 20:00     |
| Helmond Sport  | vs.            | Eindhoven      | Stadion De Braak      | 26 de septiembre | 20:00     |
| Dordrecht      | vs.            | De Graafschap  | Stadion Krommedijk    | 26 de septiembre | 20:00     |
| Den Bosch      | vs.            | Jong AZ        | Stadion De Vliert     | 26 de septiembre | 20:00     |
| Almere City    | vs.            | Jong Utrecht   | Yanmar Stadion        | 26 de septiembre | 20:00     |
| Jornada libre: | Jornada libre: | Jornada libre: | Willem II             | Willem II        | Willem II |

| Roda JC        | vs.            | Cambuur        | Parkstad Limburg Stadion | 29 de septiembre | 20:00 |
| RKC Waalwijk   | vs.            | Jong Ajax      | Mandemakers Stadion      | 29 de septiembre | 20:00 |
| Jong PSV       | vs.            | MVV Maastricht | PSV Campus De Herdgang   | 29 de septiembre | 20:00 |
| De Graafschap  | vs.            | Almere City    | Stadion De Vijverberg    | 29 de septiembre | 20:00 |
| ADO Den Haag   | vs.            | Oss            | Cars Jeans Stadion       | 29 de septiembre | 20:00 |
| Willem II      | vs.            | Helmond Sport  | Koning Willem II Stadion | 30 de septiembre | 20:00 |
| VVV-Venlo      | vs.            | Den Bosch      | Stadion De Koel          | 30 de septiembre | 20:00 |
| Jong Utrecht   | vs.            | Jong AZ        | Sportcomplex Zoudenbalch | 30 de septiembre | 20:00 |
| Eindhoven      | vs.            | Dordrecht      | Estadio Jan Louwers      | 30 de septiembre | 20:00 |
| Jornada libre: | Jornada libre: | Jornada libre: | Emmen                    | Emmen            | Emmen |

| Willem II      | vs.            | Roda JC        | Koning Willem II Stadion | 3 de octubre | 20:00        |
| Oss            | vs.            | Jong PSV       | Frans Heesen Stadion     | 3 de octubre | 20:00        |
| MVV Maastricht | vs.            | Eindhoven      | Stadion De Geusselt      | 3 de octubre | 20:00        |
| Cambuur        | vs.            | Emmen          | Cambuur Stadion          | 3 de octubre | 20:00        |
| Jong Ajax      | vs.            | De Graafschap  | Sportpark De Toekomst    | 3 de octubre | 20:00        |
| Jong AZ        | vs.            | ADO Den Haag   | AFAS Trainingscomplex    | 3 de octubre | 20:00        |
| Helmond Sport  | vs.            | Almere City    | Stadion De Braak         | 3 de octubre | 20:00        |
| Dordrecht      | vs.            | VVV-Venlo      | Stadion Krommedijk       | 3 de octubre | 20:00        |
| Den Bosch      | vs.            | RKC Waalwijk   | Stadion De Vliert        | 3 de octubre | 20:00        |
| Jornada libre: | Jornada libre: | Jornada libre: | Jong Utrecht             | Jong Utrecht | Jong Utrecht |

|  | vs. |
|  | vs. |
|  | vs. |
|  | vs. |
|  | vs. |
|  | vs. |
|  | vs. |
|  | vs. |
|  | vs. |
|  | vs. |

|  | vs. |
|  | vs. |
|  | vs. |
|  | vs. |
|  | vs. |
|  | vs. |
|  | vs. |
|  | vs. |
|  | vs. |
|  | vs. |

|  | vs. |
|  | vs. |
|  | vs. |
|  | vs. |
|  | vs. |
|  | vs. |
|  | vs. |
|  | vs. |
|  | vs. |
|  | vs. |

|  | vs. |
|  | vs. |
|  | vs. |
|  | vs. |
|  | vs. |
|  | vs. |
|  | vs. |
|  | vs. |
|  | vs. |
|  | vs. |

|  | vs. |
|  | vs. |
|  | vs. |
|  | vs. |
|  | vs. |
|  | vs. |
|  | vs. |
|  | vs. |
|  | vs. |
|  | vs. |

|  | vs. |
|  | vs. |
|  | vs. |
|  | vs. |
|  | vs. |
|  | vs. |
|  | vs. |
|  | vs. |
|  | vs. |
|  | vs. |

|  | vs. |
|  | vs. |
|  | vs. |
|  | vs. |
|  | vs. |
|  | vs. |
|  | vs. |
|  | vs. |
|  | vs. |
|  | vs. |

|  | vs. |
|  | vs. |
|  | vs. |
|  | vs. |
|  | vs. |
|  | vs. |
|  | vs. |
|  | vs. |
|  | vs. |
|  | vs. |

|  | vs. |
|  | vs. |
|  | vs. |
|  | vs. |
|  | vs. |
|  | vs. |
|  | vs. |
|  | vs. |
|  | vs. |
|  | vs. |

### Tabla de resultados cruzados
| Local \ Visitante | ADO | ALM | CAM | GRA | DEN | DOR | EIN | EMM | HEL | JAJ | JAZ | JPS | JUT | MVV | OSS | RKC | RJC | VVV | WIL |
| ----------------- | --- | --- | --- | --- | --- | --- | --- | --- | --- | --- | --- | --- | --- | --- | --- | --- | --- | --- | --- |
| ADO Den Haag      | —   |     |     |     |     |     |     |     |     |     |     |     |     |     |     |     |     |     | 5–1 |
| Almere City       |     | —   |     |     |     |     |     |     |     |     |     |     |     |     |     |     |     |     |     |
| Cambuur           |     |     | —   |     |     |     |     |     |     |     |     |     |     |     | 1–0 |     |     |     |     |
| De Graafschap     |     |     |     | —   |     |     |     |     |     |     |     |     |     |     |     |     |     | 3–2 |     |
| Den Bosch         |     |     |     |     | —   |     |     |     |     | 2–0 |     |     |     |     |     |     |     |     |     |
| Dordrecht         |     |     | 1–0 |     |     | —   |     |     |     |     |     |     |     |     |     |     |     |     |     |
| Eindhoven         |     |     |     |     |     |     | —   |     |     |     |     |     | 1–0 |     |     |     |     |     |     |
| Emmen             |     | 1–4 |     |     |     |     |     | —   |     |     |     |     |     |     |     |     |     |     |     |
| Helmond Sport     |     |     |     |     |     |     |     |     | —   |     |     |     |     |     |     |     | 1–3 |     |     |
| Jong Ajax         |     |     |     |     |     |     |     |     |     | —   | 4–1 |     |     |     |     |     |     |     |     |
| Jong AZ           |     |     |     |     |     |     |     |     |     |     | —   |     |     |     |     | 2–3 |     |     |     |
| Jong PSV          |     |     |     |     |     |     |     | 3–1 |     |     |     | —   |     |     |     |     |     |     |     |
| Jong Utrecht      | 2–2 |     |     |     |     |     |     |     |     |     |     |     | —   |     |     |     |     |     |     |
| MVV Maastricht    |     |     |     |     |     | 0–1 |     |     |     |     |     |     |     | —   |     |     |     |     |     |
| Oss               |     |     |     |     |     |     |     |     |     |     |     |     |     | 4–0 | —   |     |     |     |     |
| RKC Waalwijk      |     |     |     |     |     |     |     |     | 1–1 |     |     |     |     |     |     | —   |     |     |     |
| Roda JC           |     |     |     | 1–0 |     |     |     |     |     |     |     |     |     |     |     |     | —   |     |     |
| VVV-Venlo         |     |     |     |     |     |     |     |     |     |     |     | 0–2 |     |     |     |     |     | —   |     |
| Willem II         |     |     |     |     |     |     | 0–1 |     |     |     |     |     |     |     |     |     |     |     | —   |

## Datos y estadísticas

### Récords
- Primer gol de la temporada:
- Último gol de la temporada:
- Gol más rápido:
- Gol más cercano al final del encuentro:
- Mayor número de goles marcados en un partido:
- Partido con más espectadores:
- Partido con menos espectadores:
- Mayor victoria local:
- Mayor victoria visitante:

### Máximos goleadores
Actualizado el 18 de agosto de 2025.
| Pos. | Jugador          | Equipo       | Goles | Part. | Prom. |
| ---- | ---------------- | ------------ | ----- | ----- | ----- |
| 1    | Ferdy Druijf     | Almere City  | 3     | 1     | 3     |
| 2    | Robin Van Duiven | Jong PSV     | 3     | 2     | 1.5   |
| 3    | Kayden Wolff     | Jong Ajax    | 2     | 1     | 2     |
| 4    | Joshua Schwirten | Roda JC      | 2     | 2     | 1     |
| =    | Luka Reischl     | ADO Den Haag | 2     | 2     | 1     |
| =    | Mart Remans      | Oss          | 2     | 2     | 1     |
| =    | Sem Van Duijn    | Jong AZ      | 2     | 2     | 1     |
| =    | Michał Łukowicz  | Helmond      | 2     | 2     | 1     |

### Máximos asistentes
Actualizado el 18 de agosto de 2025.
| Pos. | Jugador          | Equipo  | Asist. | Part. | Prom. |
| ---- | ---------------- | ------- | ------ | ----- | ----- |
| 1    | Cain Seedorf     | Roda JC | 2      | 2     | 1     |
| =    | Luciano Slagveer | Oss     | 2      | 2     | 1     |

## Fichajes

### Fichajes más caros del mercado de verano
| Jugador         | Club de destino | Club de origen | Precio (€) | Ref.   |
| --------------- | --------------- | -------------- | ---------- | ------ |
| Sol Sidibe      | Jong PSV        | Stoke City     | 2.250.000  | [ 32 ] |
| Devin Haen      | Willem II       | Feyenoord      | 675.000    | [ 33 ] |
| Byron Burgering | Almere City     | Den Bosch      | 500.000    | [ 34 ] |
| Oscar Sjöstrand | Cambuur         | Sandvikens IF  | 450.000    | [ 35 ] |
| Rik Mulders     | Cambuur         | Den Bosch      | 200.000    | [ 36 ] |

| Datos actualizados a 19 de agosto de 2025. Fuentes: |

### Fichajes más caros del mercado de invierno
| Jugador | Club de destino | Club de origen | Precio (€) |
| ------- | --------------- | -------------- | ---------- |

| Datos actualizados a 28 de febrero de 2023. Fuentes: |